# Pfaffia aurata
Pfaffia aurata är en amarantväxtart som först beskrevs av Carl Friedrich Philipp von Martius, och fick sitt nu gällande namn av Borsch. Pfaffia aurata ingår i släktet Pfaffia och familjen amarantväxter. Inga underarter finns listade i Catalogue of Life.